# Willie Gault
Willie James Gault (Griffin, 5 de septiembre de 1960) es un atleta, exjugador de fútbol americano y actor estadounidense, especializado en la prueba de 110 m vallas, en la que llegó a ser medallista de bronce del mundo en 1983.

## Carrera deportiva
En el Mundial de Helsinki 1983 ganó la medalla de bronce en los 110 metros vallas, con un tiempo de 13.48 segundos, llegando a la meta tras su compatriota Greg Foster (oro con 13.42 segundos) y el finlandés Arto Bryggare (plata con 13.46 segundos).